# Riki Sorsa

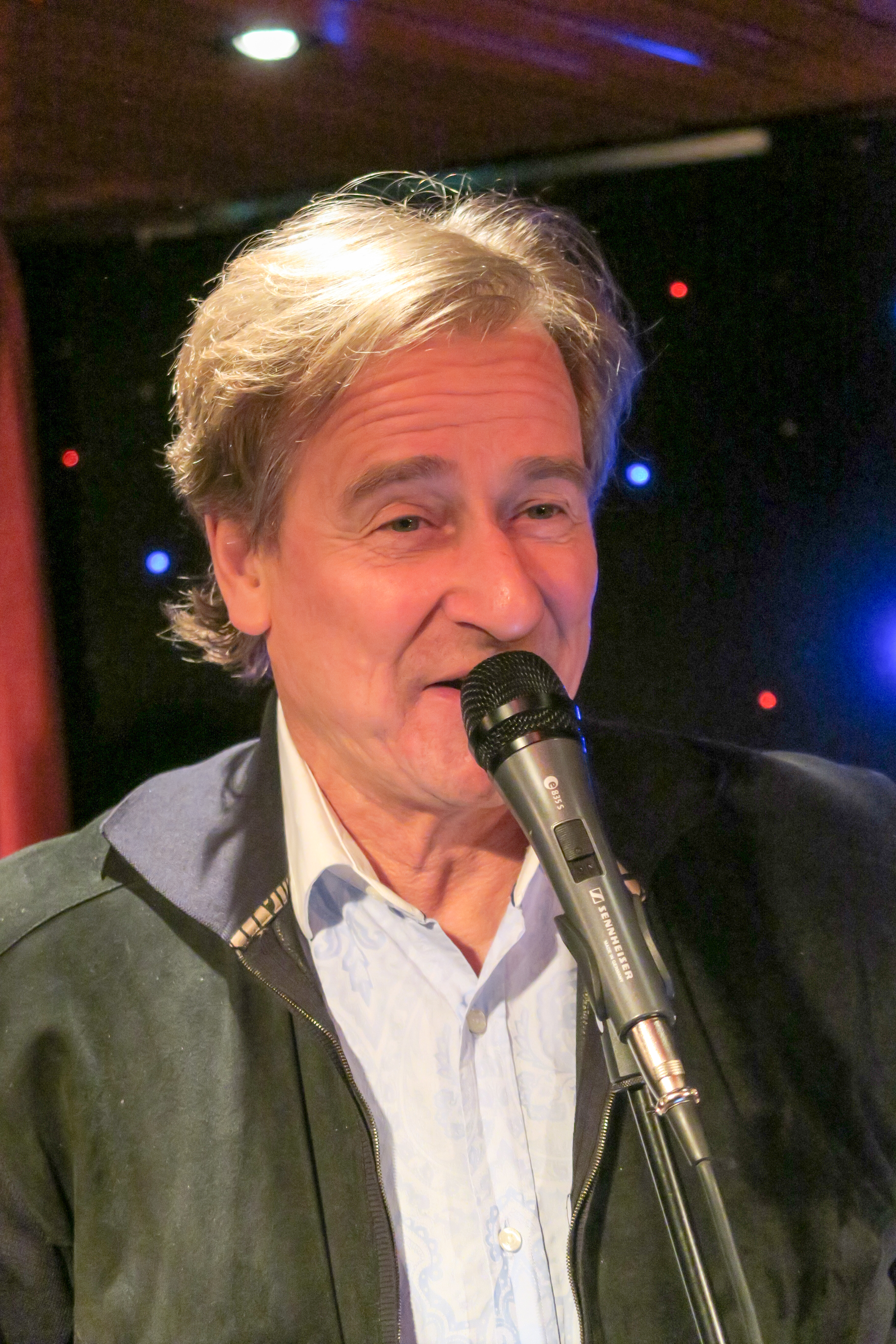
Riki Sorsa (2015)

Riki Sorsa (gebürtig: Esko Richard Sorsa; * 26. Dezember 1952 in Helsinki; † 10. Mai 2016 ebenda) war ein finnischer Pop- und Rocksänger.

## Leben und Wirken
Der Finnlandschwede Sorsa begann seine Karriere 1975 als Sänger der Rockband The Zoo. Er wurde ausgewählt, Finnland beim Eurovision Song Contest 1981 in Dublin zu vertreten. Mit dem skurril-humoristischen Beitrag Reggae OK schaffte er aber nur den 16. Platz. 
Sorsa, der fast ausschließlich in seinem Heimatland auftrat, sang auf Finnisch oder Englisch. So wie mehrere andere bekannte finnlandschwedische Interpreten, darunter Ville Pusa,  Henrik Ollas, Eller Isac Elliot, Lucas Kihlman und Mirella sang er vorwiegend in der Majoritätssprache Finnisch und nicht in seiner Muttersprache.
Riki Sorsa erlag im Mai 2016 einer Krebs-Erkrankung.

## Diskografie
Alben
- The Zoo Hits Back (The Zoo, 1975)
- Changing Tunes (1981)
- Desert of Love (1982)
- Riki Sorsa (1983)
- This Is the Night (1983)
- Kellot ja peilit (1984)
- Myrskyn silmä (1986)
- Tähän asti...So Far (1986, FI: Gold)[3]
- Roomanpunaista (1989)
- Silmiisi sun (1992)
- Riki Sorsa & Leirinuotio-orkesteri (1993, FI: Gold)
- Pieniä asioita (1994)
- Suolaista ja makeaa (1996)
- Valoa (2000)
- Odds and Sodds (2001)
- Olen Sorsa, siis lintu (2008)
- Kun tunnet rakkauden (2013)